# Gábor Bori
Gábor Bori (Szombathely, 16 januari 1984) is een Hongaarse voetballer die uitkomt voor Kecskeméti TE. Bori komt het best tot zijn recht als verdediger.

## Carrièreverloop
Bori komt uit de jeugd van MTK Hungária FC en werd van 2002 tot 2004 uitgeleend aan Bodajk FC, waarvoor hij vier keer scoorde in 21 duels. Vervolgens keerde hij terug naar MTK Hungária FC om op 8 januari 2008 een contract voor zes maanden te tekenen bij Leicester City, waar zijn landgenoten Zsolt Laczkó en Márton Fülöp actief waren. Bori speelde zes competitieduels, waarna Leicester zijn huurcontact niet verlengde. Bori vertrok naar Újpest FC. Hij sloot hier een huurcontract af voor het seizoen 2008-2009, waarin hij 22 keer zijn opwachting maakte en één keer tot scoren kwam. In het seizoen 2009-2010 werd Bori verhuurd aan Kecskeméti TE. Hiervoor speelde hij vijftien duels zonder te scoren.
Bori verkaste naar FC Volendam, MTK Hungária FC in 2009 een samenwerkingsverband mee aanging. Hij tekende een contract tot het einde van seizoen 2010-2011.
In 2011 stapte hij over naar Kecskeméti TE.

## Nationaal elftal
Bori maakt op 18 december 2005 zijn officiële debuut voor het Hongaarse elftal tijden de wedstrijd Antigua and Barbuda – Hongarije in Miami. Toenmalig coach was Lothar Matthäus. Hij maakte ook deel uit van de selectie die kwalificatie af moest dwingen voor Euro 2008, maar kwam in deze periode niet in actie.
Statistieken als international
- 1998-1999 Hongarije -14 — 3 gespeeld 0 goals
- 1999-2000 Hongarije -15 —12 gespeeld 1 goal
- 2005-     Hongarije — 1 gespeeld 0 goals

### Statistieken als clubspeler
Jaar      Club                     Wedstrijden gespeeld en goals
- 2001–     MTK                      105 gespeeld 14 goals
- 2002–2004 Bodajk FC (verhuur)      21 gespeeld 4 goals
- 2008      Leicester City (verhuur) 6 gespeeld 0 goals
- 2008–2009 Újpest FC (verhuur)      22 gespeeld 1 goal
- 2010      Kecskeméti TE (verhuur)  15 gespeeld 0 goals
- 2010-2011 FC Volendam